# Finishcamera
Een finishcamera of fotofinishcamera is een camera waarmee in sportwedstrijden een nauwkeurig beeld gemaakt kan worden van de finish.
Finishcamera's worden onder andere bij atletiek en wielrennen gebruikt, waar de marges erg klein kunnen zijn. Op de finishlijn worden dan finishfoto's gemaakt waarmee de ranking van de deelnemers wordt bepaald.